# 新平坝站
新平坝站是位于贵州省平坝县五里屯的一个铁路车站，邮政编码561101。车站建于1960年，有沪昆铁路经过该站，现办理客货运业务，车站及其上下行区间均已电气化。车站距离贵阳站59公里，隶属成都铁路局，是四等站。